# Серенкур (Валь-д’Уаз)
Серенкур (фр. Seraincourt) — муниципалитет во Франции, в регионе Иль-де-Франс, департамент Валь-д'Уаз. Население — 1 261 человек (1999). Муниципалитет расположен на расстоянии около 45 км северо-западнее Парижа, 15 км западнее Сержи.

## Демография
Динамика населения (Cassini и INSEE):